# Манила (Калифорнија)
Манила (енгл. Manila) насељено је место без административног статуса у америчкој савезној држави Калифорнија.

## Демографија
По попису из 2010. године број становника је 784.
| Група             | 2000.    | 2010.       |
| Белци             | 0 (0,0%) | 669 (85,3%) |
| Афроамериканци    | 0 (0,0%) | 14 (1,8%)   |
| Азијати           | 0 (0,0%) | 5 (0,6%)    |
| Хиспаноамериканци | 0 (0,0%) | 30 (3,8%)   |
| Укупно            | 0        | 784         |